# No basta ser médico
No basta ser médico é uma telenovela mexicana, produzida pela Televisa e exibida em 1961 pelo Telesistema Mexicano.

## Elenco
- Francisco Jambrina
- Tony Carbajal
- Bárbara Gil
- Carlos Navarro
- Dolores Tinoco
- Alberto Galán
- Silvia Caos
- Elsa Gutierrez
- David Reynoso